# Pinyongaai
De pinyongaai (Gymnorhinus cyanocephalus) is een zangvogel uit de familie Corvidae (kraaien).

## Verspreiding en leefgebied
Deze soort komt voor in de westelijke Verenigde Staten en noordwestelijk Mexico.

## Status
De grootte van de populatie is in 2019 geschat op 0,5-1 miljoen volwassen vogels. Aangenomen wordt dat dit aantal snel achteruitgaat door het in rap tempo verdwijnen van de pinyon-bossen. Op de Rode lijst van de IUCN heeft deze soort daarom de status kwetsbaar.